# Flavor of Love: Charm School
Charm School: La Escuelita de los Encantos es un reality show de VH1, un spin-off de Flavor of Love creado por los productores de The Surreal Life y Flavor of Love. Fue conducido por la comediante Mo'Nique donde 13 concursantes de las 2 primeras temporadas de Flavor of Love competían para aprender sobre etiqueta y buenos modales en una competencia donde el premio eran US$50,000 y el título de reina de La Escuelita de los Encantos. El  11 de julio de 2007 Saaphyri Windsor fue nombrada como The Charm School Queen y ganó el premio de los $50,000.

## Concursantes
| Nickname | Real Name         | Episode Eliminated | Season on Flavor of Love |
| -------- | ----------------- | ------------------ | ------------------------ |
| Saaphyri | Saaphyri Windsor  | Ganadora           | Flavor of Love 2         |
| Smiley   | Leilene Ondrade   | Episodio 10 (2nd)  | Flavor of Love           |
| Buckwild | Becky Johnston    | Episodio 10 (3rd)  | Flavor of Love 2         |
| Buckeey  | Shay Johnson      | Episodio 10 (4th)  | Flavor of Love 2         |
| Pumkin   | Brooke Thompson   | Episodio 8         | Flavor of Love           |
| Bootz    | Larissa Aurora    | Episodio 7         | Flavor of Love 2         |
| Like Dat | Darra Boyd        | Episodio 6         | Flavor of Love 2         |
| Hottie   | Schatar Taylor    | Episodio 6         | Flavor of Love           |
| Goldie   | Courtney Jackson  | Episodio 5         | Flavor of Love           |
| Serious  | Cristal Steverson | Episodio 4         | Flavor of Love           |
| Toasteee | Jennifer Toof     | Episodio 3         | Flavor of Love 2         |
| Krazy    | Heather Crawford  | Episodio 2         | Flavor of Love 2         |
| Rain     | Thela Brown       | Episodio 1         | Flavor of Love           |

## Los Diez Mandamientos
En la Escuelita de encantos las chicas deberán aprender "los diez mandamientos de la escuelita de encantos". Cada mandamiento corresponde a una lección y a un desafío que las chicas aprenderán durante el episodio. El primer episodio tuvo una duración de 90 minutos y fueron enseñados los dos primeros mandamientos. Cada episodio cubría un mandamiento (excepto el primero y el noveno) hasta el final de la serie.
1. Revisaros antes de destruiros.
2. Avanzad, amiga.
3. Debéis mostrar clase.
4. Trabajad con lo que tenéis.
5. Sed agresivas con estilo.
6. Le daréis importancia a vuestro dinero.
7. Daréis de vuestra voluntad.
8. Debéis representar.
9. A menos que podáis jugar con ellos, ellos jugarán con vosotras.
10. Seréis por demás fabulosas.

## Expulsiones
| Concursante | 1      | 2      | 3      | 4      | 5      | 6      | 7      | 8      | 10    | 10    | 10  |  |
| ----------- | ------ | ------ | ------ | ------ | ------ | ------ | ------ | ------ | ----- | ----- | --- |  |
| Saaphyri    | GANO   | BIEN   | GANÓ   | RIESGO | BIEN   | BIEN   | GANÓ   | RIESGO | GANÓ  | GANÓ  | 1.º |  |
| Leilene     | RIESGO | BIEN   | GANÓ   | RIESGO | GANÓ   | GANÓ   | BIEN   | RIESGO | GANÓ  | BIEN  | 2.º |  |
| Becky       | GANÓ   | BIEN   | RIESGO | BIEN   | BIEN   | BIEN   | RIESGO | GANÓ   | GANÓ  | FUERA |     |  |
| Shay        | GANÓ   | BIEN   | GANÓ   | BIEN   | RIESGO | RIESGO | RIESGO | BIEN   | FUERA |       |     |  |
| Brooke      | BIEN   | BIEN   | BIEN   | GANÓ   | GANÓ   | GANÓ   | BIEN   | FUERA  |       |       |     |  |
| Larissa     | GANÓ   | RIESGO | GANÓ   | GANÓ   | RIESGO | RIESGO | FUERA  |        |       |       |     |  |
| Schatar     | GANÓ   | GANÓ   | GANÓ   | GANÓ   | BIEN   | FUERA  |        |        |       |       |     |  |
| Darra       | RIESGO | BIEN   | BIEN   | BIEN   | GANÓ   | FUERA  |        |        |       |       |     |  |
| Courtney    | GANÓ   | BIEN   | BIEN   | GANÓ   | FUERA  |        |        |        |       |       |     |  |
| Cristal     | BIEN   | RIESGO | RIESGO | FUERA  |        |        |        |        |       |       |     |  |
| Jennifer    | GANÓ   | BIEN   | FUERA  |        |        |        |        |        |       |       |     |  |
| Heather     | BIEN   | FUERA  |        |        |        |        |        |        |       |       |     |  |
| Thela       | FUERA  |        |        |        |        |        |        |        |       |       |     |  |

     La concursante ganó la competencia.
     La concursante ganó el 2º lugar.
     La concursante ganó en el desafío, y fue protegida de la eliminatoria
     La concursante estuvo en riesgo de perder la competencia.
     La concursante fue expulsada.
     La concursante no hizo bien el desafío, pero tampoco estuvo en riesgo de ser eliminada
1 Episodio 9 fue una recapitulación.
2 Episodio 6 presentó una doble eliminación.

## Episodios

### No Mo'Nicknames/No Sobrenombres
Al aire Abril 15, 2007
Las 13 chicas de las 2 primeras temporadas son recibidas en la casa de los encantos. Mo'nique les muestra cada una porque está en Charm School, luego ella presenta a los 2 jueces: Mikki y Keith. Mo'nique les quita los apodos y que cada una serían llamadas por su nombre. Su primer desafío consistió en el trabajo de equipo. Las dos líderes son Saaphyri y Leilene. El grupo de Saaphyri gana el desafío y quedan a salvo de la expulsión.
- Ganadoras del Desafío: Saaphyri, Becky, Courtney, Jennifer, Larissa, Schatar, Shay
- Riesgo: Darra, Leilene, Thela
- Expulsada: Thela

### Dirty Draws Done Dirt Cheap
Al aire Abril 22, 2007
Las 12 chicas deben aprender sobre clase. Después de saber lo básico, todas tienen una cita doble con Andrew Firestone. En la primera ronda todas cenan con él. Firestone elige a Leilene, Darra, Schatar, Larissa, Becky y Cristal, para la siguiente tanda. Después de esto Firestone elige a Darra y Schatar al postre, y al final elige a Schatar para que hiciera una presentación de un nuevo vino y ganar el desafío. Al siguiente día, Schatar va a su presentación, y el resto de chicas tiene que preparar una receta para Mo'nique, Leilene baja tarde y prepara solo unos sándwiches. En la presentación a Schatar le va mal. En casa las chicas planean una venganza, ya que Schatar escondió los vestidos de unas concursantes.
- Ganadora del Desafío: Schatar
- Riesgo: Cristal, Heather, Larissa
- Expulsada: Heather

### Big Titty Girl No-No/Grandes Senos, no-no
Al aire Abril 29, 2007
Las 11 chicas deben aprender sobre moda. Deben formar dos grupos de a cinco y elegir a una de ellas como juez. Courtney es elegida como Juez y esta a salvo de la eliminación. Los dos equipos deben diseñar un vestido y modelarlo. El primer equipo lo conforma Larissa, Leilene, Saaphyri, Schatar y Shay. El segundo equipo lo conforma Becky, Brooke, Cristal, Darra y Jennifer. La modelo del equipo 1 es Leilene, y la modelo del equipo 2 es Darra. En la competencia Leilene se destaca y Darra no. Al final courtney era la que decidía, y elige al grupo 1 como las ganadoras del desafío.
- Ganadoras del Desafío: Larissa, Leilene, Saaphyri, Schatar y Shay
- Juez: Courtney
- Riesgo: Cristal, Becky, Jennifer
- Expulsada: Jennifer

### Master Debaters/Maestras del debate
Al aire Mayo 6, 2007
Las diez chicas deben aprender a hacer un debate. Son divididas en dos equipos de a cinco. El equipo uno son Leilene, Courtney, Schatar, Brooke, y Larrisa. El equipo 2 son Becky, Darra, Shay, Cristal y Saaphyri. Después de aprender lo que necesitaban, necesitaban equipos de a cuatro, por esto tenían que decidir una persona de cada equipo para que no compitiera, y estas dos personas quedaría automáticamente en riesgo de expulsión. El equipo 1 elige a Leilene, ella está de acuerdo. El equipo 2 elige a Cristal, pero no está de acuerdo ya que la lección pasada también estuvo en riesgo, aun así las demás decide que ella no debe participar. en el debate el equipo 1 gana, aunque Mo'nique no está de acuerdo con la decisión.
- Ganadoras del Desafío: Larissa, Schatar, Courtney y Brooke
- Riesgo: Cristal, Leilene, Saaphyri
- Expulsada: Cristal

### Big Stink at Charm School/Gran hedor en La escuelita de los encantos
Al aire Mayo 13, 2007
Las 9 chicas restantes deben aprender a ganar su propio dinero. Cada equipo tiene que diseñar un perfume. Se eligen tres líderes: Brooke, Shay y Larissa. Larissa elige a Courtney y Saaphyri. Shay elige a Schatar y Becky. Brooke no le queda elección que quedarse con Leilene y Darra. El equipo de larisa llama a su perfume "La'Sa'Cour". El equipo de Shay lo llama "Icon". El equipo de brooke lo llama "Flavor of love". las chicas son llevadas a las calles de Hollywood para vender sus perfumes en dos horas. Al final del día Mikki y Keith revelan que el equipo que más vendió fue el de Brooke.
- Ganadoras del Desafío: Brooke, Darra, Leilene
- Riesgo: Courtney, Larissa, Shay
- Expulsada: Courtney

### Give and Take/Dar y Recibir
Al aire Mayo 20, 2007
Las 8 chicas restantes tienen que aprender sobre la caridad. tienen que formar grupos de a 2 y elegir ropa para donar. Los equipos son: Shay y Larissa; Becky y Saaphyri; Leilene y Brooke; Darra y Schatar. El equipo que más done quedara a salvo de la expulsión. Ya en la tienda, a Leilene no le aceptan mucha ropa por ser de desnudista, por eso vende el anillo que le dejó su mamá. El equipo de Darra llevó poca ropa ya que creían que con la ropa de Schatar iban a ganar harto porque era "alta costura". Shay y larissa vendieron harto. El equipo de Saaphyri vendió todo, aunque no tenían mucho. En la casa se anuncia que las que vendieron más habían sido Shay y Larissa, hasta que Leilene dio el anillo de su mamá, por eso ellas ganaron el desafío. Al siguiente día Leilene, Brooke, Schatar y Darra se van de compras. Mientras ellas están por fuera, Shay y Larissa esconden una foto de Leilene y le echan la culpa a Schatar, por eso es expulsada junto con Darra por hacer grupo con ella en el desafío.
- Ganadoras del Desafío: Brooke, Leilene
- Riesgo: Schatar, Darra, Larissa, Shay
- Expulsada: Schatar y Darra

### It's Mo's Birthday and I'll Cry If I Want To/Es el cumpleaños de Mo' y puedes llorar si quieres
Al aire Mayo 27, 2007
Las 6 chicas restantes tienen que aprender como responder en una entrevista. La paciencia es lo más importante en una entrevista, por eso invitan a Tiffany "New York" Pollard a hacerles las entrevistas, ya que todas tuvieron altercados con ella en las dos temporadas de Flavor of love. En la entrevista Saaphyri, Leilene y Shay se destacan. Becky cae en la trampa y le va mal. Saaphyri gana el desafío. Ya en casa tienen que preparar algo para el cumpleaños de Mo, Nique. Leilene quiere saber quien fue quien escondió la foto, por ello Becky tiene problemas con Shay y decide que quiere irse para su casa. Cuando esta Mo´nique hay pregunta por Becky, así que ella va a mirar si está bien. Mo´nique tiene una conversación con Becky, en la cual Shay estaba escuchando. Ella se siente culpable y confiesa quien había sido lo de la foto.
- Ganadora del Desafío: Saaphyri
- Riesgo: Becky, Larissa, Shay
- Expulsada: Larissa

### Tore Up from the Floor Up/Torre hasta el piso de arriba
Al aire Junio 10, 2007
las cinco chicas restantes tienen que aprender sobre relaciones y los tipos de hombres que hay: El jugador, El profesional, El perdedor, El delincuente y El hombre urbano completo. Mo'nique arregla el Prom de la escuela de los encantos. Van varios hombres, de todos los tipos de hombre que les enseñaron antes, pero solo había un hombre urbano completo. El desafío consistía en que tenían que relacionarse y elegir al hombre correcto. Mo´nique y los jueces miran como se comportan las chicas. En el prom Leilene se la pasa solo con un hombre, el profesional. Saaphiry pelea con el delincuente. Brooke se comporta de manera inapropiada. Ninguna elige al hombre urbano completo, por ello tendrán que votar entre ellas, por la que más se destacó y la que peor representó a la escuela. Becky es elegida como la mejor y Brooke es elegida como la peor. en la eliminación son llamadas Brooke, Leilene y Saaphyri. Después de unas palabras, Mo´nique regresa a Leilene y Saaphyri a las escaleras y le dice a Brooke que no había representado a la escuela y la llamó la prostituta de Charm School, y fue eliminada.
- Ganadora del Desafío: Becky
- Riesgo: Leilene, Saaphyri, Brooke
- Expulsada: Brooke

### Charm School Secrets/Secretos de la Escuelita de los encantos
Al aire Junio 17, 2007
En el repaso del semestre muestran:
- La orde de la Pizza y Pollo frito que hizo Mo´Nique a las 13 chicas
- Brooke orinando en una botella en el bus
- Shay habla con Leilene y Brooke por no elegir a Saaphyri y Becky para ir a comprar ropa, viendo que ellas habían donado todo
- La versión extendida de la pelea entre Leilene y Larissa

### Ghettin' Phabulous/Voviéndose Fabulosas
Al aire Julio 1, 2007
Las cuatro finalistas tiene que repasar todo lo enseñado en las semanas anteriores, para presentar el examen final. Saaphyri, Becky y Leilene hacen un pacto para sacar a Shay. Cada concursante sacaba una pregunta y se la podían hacer a cualquiera, así que decidieron hacerle todas las preguntas a Shay. En el examen, comienzan a hacerlen todas las preguntas a Shay, aunque ella da batalla, pierde el examen y es automáticamente expulsada. Las tres restantes tienen que escribir un discurso acerca de la escuela y como van a usar el dinero. Al presentar los discursos, Mo'Nique les dice que habría un juez, y era esta persona quien decidiría. Mo'nique les habla acerca de deshacerse de las personas y que de pronto se le podría devover en la vida. Shay es la juez. Saaphyri no tiene discurso pero aun así habla de su vida y como le quitaron todo. Leilene habla de su futuro y sus hijos. becky dice que si ella gana le va dar la mitad a Saaphyri. Shay decide que gana Saaphyri y elimina a Becky. Al siguiente día las dos finalistas son llevedas a comprar un vestido y a arreglarse. Esa noche en la final Saaphiry es coronada como la reina de Charm School y gana los US$50.000. Keith le ofrece a Leilene trabajar como modelo en su empresa.
- Cuatro finalistas: Becky, Leilene, Saaphyri, Shay
- Eliminada: Shay
- Ganadora del desafío: Saaphyri
- Juez:Shay
- Riesgo: Leilene, Becky
- Expulsada: Becky
- Finalistas: Leilene, Saaphyri
- Segundo lugar: Leilene
- Ganadora: Saaphyri

### Reunion Show/Reunion
Al aire Julio 8, 2007
Doce chicas se reúnen para hablar de su experiencia en Charm School (Heather es la única que falta).LaLa conduce. Primero hablan de la experiencia de Schatar en los viñedos. Brooke habla sobre su eliminación y el Prom de Charm School. saaphyri habla de su cambio de vida con los Us$50000. Leilene habla sobre como ha sido su vida después de Charm school. Mo'nique y Vh1 le ofrecen a Leilene Us$10000. Becky y Shay hablan sobre la eliminación de Becky. Larissa agrede moralmente a Mo'nique y Shay. Mas adselante se une la mama de Larissa a la discusión.

## Después del Show
- Brooke "Pumkin" y Jennifer "Toasteee", hicieron parte del elenco de I Love Money 1
- Saaphyri, Leilene "Smiley" y Becky "Buckwild" hicieron parte del elenco de I Love Money 2

- Datos: Q15093495